# Маккензи, Эндрю (военный)
Эндрю Гордон Маккензи (англ. Andrew Gordon McKenzie; 4 июля 1950, Гримсби — 10 июля 1976, Луанда) — британский военный, рядовой парашютно-десантных войск, наёмный участник гражданской войны в Анголе на стороне ФНЛА. Являлся одним из ближайших сподвижников командира наёмников Костаса Георгиу. Обвинялся в военных преступлениях, в том числе расстреле наёмников-дезертиров. Был ранен и взят в плен правительственными войсками МПЛА. На процессе наёмников в Луанде приговорён к смертной казни и расстрелян.

## Вербовка
После окончания средней школы поступил на военную службу в парашютно-десантные войска. Демобилизовавшись, жил в Олдершоте. Был безработным, испытывал материальные трудности.
В середине января 1976 года Эндрю Маккензи попал в поле зрения другого бывшего парашютиста — Джона Бэнкса, занимавшегося вербовкой наёмников для ФНЛА в ангольской гражданской войне. Маккензи встретился с Бэнксом в лондонском отеле и принял предложенные условия. Бэнкс гарантировал 600 фунтов стерлингов в месяц и выдал аванс 500 долларов.

## Война
19 января 1976 Эндрю Маккензи прибыл через Брюссель в Киншасу, где получил со склада ФНЛА обмундирование и военное снаряжение. 20 января он был доставлен в Сан-Сальвадор-ду-Конго — город на севере Анголы, который на тот момент контролировался ЭЛНА — вооружёнными силами ФНЛА. Там он вступил в боевое формирование под командованием Костаса Георгиу, он же «полковник Каллэн». Этот отряд, состоявший из европейских наёмников, являлся самой боеспособной частью армии Холдена Роберто.
Буквально в несколько дней Маккензи стал правой рукой и фактическим заместителем Георгиу. Состоял в спецподразделении Killer Group, отличившемся в боестолкновениях и засадах. Участвовал в крупных боях с правительственными войсками МПЛА — 1 февраля под Дамбой и 3 февраля под Кибоколо. 1 февраля в районе Макела-ду-Зомбу Маккензи вместе с Каллэном принял участие в расстреле 13 (по другим данным — 14) наёмников-дезертиров, пытавшихся бежать в Заир.
Отступая после боя под Кибоколо, Маккензи несколько часов фактически замещал раненого Каллэна во главе формирования. При этом он взял в заложники чету ангольских крестьян, занял их жилище, использовал их имущество и под угрозой расстрела требовал указать путь дальнейшего отхода.
6 февраля (по другим данным — 13 февраля) тяжело раненый Эндрю Маккензи после перестрелки попал в плен вместе с Костасом Георгиу и другими боевиками «Killer Group». Таким образом, его участие в ангольской войне продолжалось менее трёх недель.

## Суд
11 июня 1976 в Луанде открылся судебный процесс над 13 британскими и американскими наёмниками ФНЛА. Руководство НРА приняло политическое решение показательно осудить наёмников ФНЛА, а в их лице — «американский и британский империализм».
Эндрю Маккензи были предъявлены обвинения в наёмничестве, вооружённой борьбе с правительством МПЛА, грабежах и насилиях над гражданским населением, соучастии в убийстве в Макела-ду-Зомбу. На заседаниях Маккензи присутствовал в инвалидной коляске — в результате ранения у него была частично ампутирована левая нога.
Как почти все подсудимые (за единственным исключением Дэниэла Герхарта), Маккензи заявил на суде о своей полной аполитичности. Участие в ангольской гражданской войне объяснял исключительно поиском заработка. Вину в целом признавал, но ссылался на обязанность подчиняться командованию и запугивание со стороны Георгиу. При этом Маккензи сумел уличить двух свидетелей обвинения в даче ложных показаний.

## Казнь
28 июня 1976 года был вынесен приговор. Четверо наёмников, в том числе Эндрю Маккензи приговаривались к смертной казни, девять к длительным срокам заключения. 10 июля 1976 Эндрю Маккензи, Костас Георгиу, Дэниэл Герхарт и Дерек Баркер были расстреляны спецкомандой военной полиции МПЛА. Перед залпом Маккензи сумел подняться с инвалидной коляски, чтоб встретить смерть стоя.